# Coupe d'Asie féminine de hockey sur gazon
La Coupe d'Asie féminine de hockey sur gazon est un tournoi international féminin de hockey sur gazon organisé par la Fédération asiatique de hockey. L'équipe gagnante devient championne d'Asie et se qualifie pour la Coupe du monde.
Le Japon est la championne en titre qui a remporté l'édition 2022. La Corée du Sud et le Japon ont remporté le plus de titres avec 3.
Les hôtes ainsi que les six équipes les mieux classées de l'édition précédente sont qualifiés directement pour le tournoi, ils sont rejoints par la meilleure équipe de la Coupe AHF féminine ou les deux meilleures équipes si l'hôte est déjà qualifié.

## Résultats
| Édition | Lieu         | Champion     | Vice-champion | Troisième place | Quatrième place |
| ------- | ------------ | ------------ | ------------- | --------------- | --------------- |
| 1985    | Séoul        | Corée du Sud | Japon         | Malaisie        | Singapour       |
| 1989    | Hong Kong    | Chine        | Japon         | Corée du Sud    | Inde            |
| 1993    | Hiroshima    | Corée du Sud | Chine         | Inde            | Japon           |
| 1999    | New Delhi    | Corée du Sud | Inde          | Chine           | Japon           |
| 2004    | New Delhi    | Inde         | Japon         | Chine           | Corée du Sud    |
| 2007    | Hong Kong    | Japon        | Corée du Sud  | Chine           | Inde            |
| 2009    | Bangkok      | Chine        | Inde          | Corée du Sud    | Japon           |
| 2013    | Kuala Lumpur | Japon        | Corée du Sud  | Inde            | Chine           |
| 2017    | Kakamigahara | Inde         | Chine         | Corée du Sud    | Japon           |
| 2022    | Mascate      | Japon        | Corée du Sud  | Inde            | Chine           |

### Performances des équipes nationales
| Équipe       | Champion              | Vice-champion        | Troisième place      | Quatrième place              |
| ------------ | --------------------- | -------------------- | -------------------- | ---------------------------- |
| Corée du Sud | 3 (1985*, 1993, 1999) | 3 (2007, 2013, 2022) | 3 (1989, 2009, 2017) | 1 (2004)                     |
| Japon        | 3 (2007, 2013, 2022)  | 3 (1985, 1989, 2004) |                      | 4 (1993*, 1999, 2009, 2017*) |
| Chine        | 2 (1989, 2009)        | 2 (1993, 2017)       | 3 (1999, 2004, 2007) | 2 (2013, 2022)               |
| Inde         | 2 (2004*, 2017)       | 2 (1999*, 2009)      | 3 (1993, 2013, 2022) | 2 (1989, 2007)               |
| Malaisie     |                       |                      | 1 (1985)             |                              |
| Singapour    |                       |                      |                      | 1 (1985)                     |

* = pays hôte

### Équipes apparues
| Équipe       | 1985 | 1989 | 1993 | 1999 | 2004 | 2007 | 2009 | 2013 | 2017 | 2022 | Total |
| ------------ | ---- | ---- | ---- | ---- | ---- | ---- | ---- | ---- | ---- | ---- | ----- |
| Corée du Sud | 1er  | 3e   | 1er  | 1er  | 4e   | 2e   | 3e   | 2e   | 3e   | 2e   | 10    |
| Japon        | 2e   | 2e   | 4e   | 4e   | 2e   | 1er  | 4e   | 1er  | 4e   | 1er  | 10    |
| Chine        |      | 1er  | 2e   | 3e   | 3e   | 3e   | 1er  | 4e   | 2e   | 4e   | 9     |
| Inde         |      | 4e   | 3e   | 2e   | 1er  | 4e   | 2e   | 3e   | 1er  | 3e   | 9     |
| Malaisie     | 3e   |      |      | 6e   | 6e   | 5e   | 5e   | 5e   | 5e   | 5e   | 8     |
| Singapour    | 4e   |      | 6e   |      | 7e   | 9e   | 8e   |      | 8e   | 7e   | 7     |
| Thaïlande    | 5e   |      | 7e   |      |      | 6e   | 10e  |      | 6e   | 6e   | 5     |
| Hong Kong    | 6e   | 5e   |      |      |      | 8e   | 7e   | 8e   |      |      | 5     |
| Kazakhstan   |      |      |      | 5e   | 5e   |      | 6e   | 6e   | 7e   |      | 5     |
| Taipei       |      |      |      |      |      | 7e   | 9e   | 7e   |      |      | 3     |
| Sri Lanka    |      |      |      |      | 8e   |      | 11e  |      |      |      | 2     |
| Ouzbékistan  |      |      | 5e   |      |      |      |      |      |      |      | 1     |
| Indonésie    |      |      |      |      |      |      |      |      |      | 8e   | 1     |
| Total        | 6    | 5    | 7    | 6    | 8    | 9    | 11   | 8    | 8    | 8    |       |

### Équipes débutantes
| Année | Débutants                                                      | Total |
| ----- | -------------------------------------------------------------- | ----- |
| 1985  | Corée du Sud, Japon, Malaisie, Singapour, Thaïlande, Hong Kong | 6     |
| 1989  | Chine, Inde                                                    | 2     |
| 1993  | Ouzbékistan                                                    | 1     |
| 1999  | Kazakhstan                                                     | 1     |
| 2004  | Sri Lanka                                                      | 1     |
| 2007  | Taipei                                                         | 1     |
| 2009  |                                                                | 0     |
| 2013  |                                                                | 0     |
| 2017  |                                                                | 0     |
| 2022  | Indonésie                                                      | 1     |
| Total |                                                                | 13    |